# 大地と海の歌
『大地と海の歌』（原題：Humble Pie）は、イギリスのロック・バンド、ハンブル・パイが1970年に発表した3作目のスタジオ・アルバム。A&Mレコード移籍第1弾アルバムに当たる。

## 解説

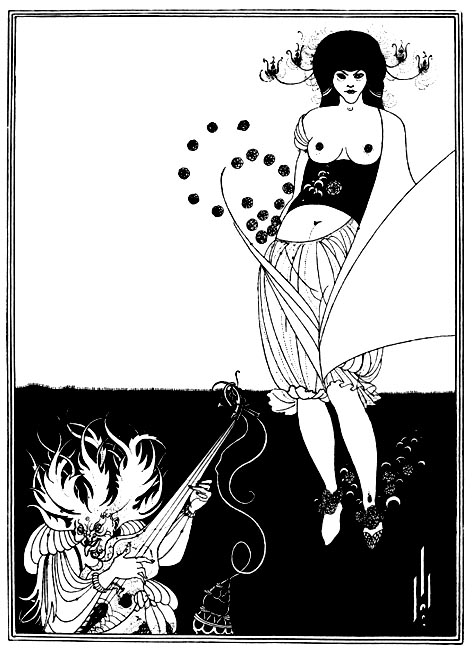
オーブリー・ビアズリー「The Stomach Dance」

デビュー当時の所属レーベル「イミディエイト・レコード」の倒産に伴い、バンドはディー・アンソニーをマネージャーとして迎え、アンソニーの助力によりA&Mとの契約を得た。ピーター・フランプトンによれば、本作をプロデュースしたグリン・ジョンズは、バンドの過去の作品に関して「君達の強みが完全には出ていない」と主張し、スティーヴ・マリオットがボーカリスト、フランプトンがギタリストという役割分担を明確化させたという。なお、フランプトン自身は2016年のインタビューで、この件に関して「バンドの中の誰も、スティーヴがより多く歌うことに対しては問題ないと思っていたよ」と語っている。
ジャケットに使用された絵は、オーブリー・ビアズリーが『サロメ』の挿絵として描いた作品「The Stomach Dance」である。
Jim Newsomはオールミュージックにおいて5点満点中3点を付け、「大地と海の歌」に関して「ピーター・フランプトンが1970年代後半にソロ・アーティストとしてミリオン・ヒットを飛ばすこととなる、アコースティック・ギターを基本としたサウンドの青写真」、「スネイク・ルンバ」及び「レッド・ライト・ママ、レッド・ホット!」に関して「翌年のフランプトン脱退以降、スティーヴ・マリオット主導となっていくバンドの、ハードロック的な方向性を示している」と評している。

## 収録曲
1. リヴ・ウィズ・ミー - Live with Me (Humble Pie) – 7:55
2. オンリー・ア・ローチ - Only a Roach (Jerry Shirley) – 2:49
3. スネイク・ルンバ - One Eyed Trouser Snake Rumba (Humble Pie) – 2:51
4. 大地と海の歌 - Earth and Water Song (Peter Frampton) – 6:18
5. アイム・レディー - I'm Ready (Humble Pie / Words by Willie Dixon) – 4:59
6. スキントのテーマ - Theme from Skint (See You Later Liquidator) (Steve Marriott) – 5:43
7. レッド・ライト・ママ、レッド・ホット! - Red Light Mama, Red Hot! (Humble Pie / Words by S. Marriott) – 6:16
8. スウィート・ヴァイン - Sucking on the Sweet Vine (Greg Ridley) – 5:46

## 参加ミュージシャン
- スティーヴ・マリオット - ボーカル、ギター
- ピーター・フランプトン - ボーカル、ギター
- グレッグ・リドリー - ベース
- ジェリー・シャーリー - ドラムス

アディショナル・ミュージシャン
- B・J・コール - スティール・ギター
- ウィリー・ウィルソン - ドラムス(on #2)